# Università per stranieri di Siena
L'università per stranieri di Siena (acronimo UniStraSi) è un'università statale italiana divenuta tale con la legge istitutiva del 17 febbraio 1992. Affonda però le proprie radici nella Scuola di Lingua Italiana per Stranieri, che fu inaugurata a Siena il 1º agosto 1917 e che dell'Ateneo rappresenta di fatto il nucleo originario.
È una delle tre Università storicamente per stranieri in italia insieme all’Università per Stranieri di Perugia e Università per Stranieri "Dante Alighieri" di Reggio Calabria.

## Storia
L'università per stranieri ha ereditato una tradizione plurisecolare di insegnamento dell'italiano che, nella città di Siena, vede i suoi albori già nel 1588 con l'istituzione della prima Cattedra di Toscana favella voluta dal Granduca Ferdinando I (1588) a sostegno gli studenti tedeschi che frequentavano lo Studio della città.
L'ateneo nasce come scuola di lingua e cultura italiana per stranieri, nel 1917. Nel 1992 viene riconosciuta per legge come università e aperta all'iscrizione degli italiani.
L'Università si occupa oggi dell'insegnamento e della diffusione della lingua e della cultura italiane, dello studio dell'italiano nel contatto con le altre lingue e della formazione dei docenti di italiano come lingua straniera. Rilascia titoli di laurea, laurea magistrale, master e dottorato di ricerca a studenti italiani e stranieri. Organizza inoltre corsi di lingua e cultura italiana per studenti stranieri.
La sede, trasferita nel 2008 dallo storico palazzo di via di Pantaneto al moderno edificio lineare ubicato in prossimità della stazione ferroviaria di Siena, oltre alle aule e agli uffici amministrativi, ospita una biblioteca e un auditorium.

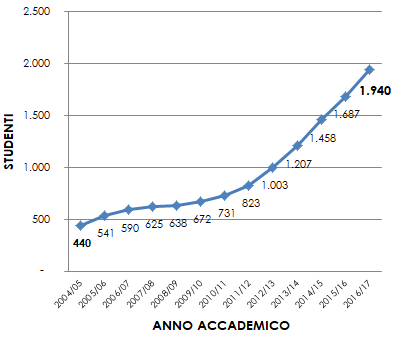
Numero di studenti iscritti all'ateneo nel periodo 2004-2016.

## Struttura
L'Università comprendeva fino al 2012 una Facoltà e due Dipartimenti. A seguito della riforma Gelmini e con l'entrata in vigore del nuovo Statuto, la Facoltà ed i Dipartimenti sono confluiti nel Dipartimento di Ateneo per la Didattica e la Ricerca (DADR), poi denominato Dipartimento di Studi Umanistici (DiSU) a partire dal 2021.

## Rettori
- 1992-1996: Mauro Barni
- 1996-2004: Pietro Trifone
- 2004-2013: Massimo Vedovelli
- 2013-2015: Monica Barni
- 2015-2021: Pietro Cataldi
- 2021-oggi: Tomaso Montanari